# لانجاریوو
لانجاریوو (به لاتین: Lanjarivo) یک منطقهٔ مسکونی در ماداگاسکار است که در بخش آنتالاها واقع شده‌است. لانجاریوو ۱۱٬۳۲۶ نفر جمعیت دارد.